# 国鉄チラ30形貨車
国鉄チラ30形貨車（こくてつチラ30がたかしゃ）は、かつて日本国有鉄道（国鉄）の前身である鉄道省等に在籍した18 t 積みの長物車である。
本形式と同じ種車から形式名変更されたチラ85形についても本項目で解説する。

## 概要
1928年（昭和3年）5月の車両称号規程改正によりホチ20000形 45両はチラ30形（39両、チラ30 - チラ77,9両欠）及びチラ85形（6両、チラ85 - チラ89,チラ91）に分割の上形式名変更された。
ホチ20000形は、1912年（明治45年）にフホト5620形、フホト6005形が1形式にまとめられ誕生した形式である。
昭和3年の車両称号規程改正の際2形式に分けられたのは、チラ30形が元フホト5620形、チラ85形が元フホト6005形の為であり車体寸法も違うため元の2形式に分けたと思われる。
車体塗色は黒一色、寸法関係は、全長は8,573 mm、全幅は2,565 mm、全高は2,629 mm、自重は7.7 t - 9.5 t である。
チラ30形は戦後未捕捉車が数両存在したため1948年（昭和23年）に調査が行われ在籍車なしが確認されたので結果形式消滅した。
チラ85形は最後まで在籍した車両が1931年（昭和6年）に廃車になり形式消滅した。

### 車番履歴
| 1911年（明治44年）以前                                                                                                 | 1912年（明治45年）                                                                        | 1928年（昭和3年）                  |
| --- | ----------------------------------------------------------------------------------------- | ---------------------------------- |
| フホト5620形 （フホト5620 - フホト5831） （フホト5832 - フホト5981）                                                   | ホチ20000形 （ホチ20000 - ホチ20024） （ホチ20025 - ホチ20099） （ホチ20100 - ホチ20138） | チラ30形（チラ30 - チラ77,9両欠）  |
| フホト6005形 （フホト6005 - フホト6154、フホト6410 - フホト6471） （フホト6155 - フホト6198、フホト6204 - フホト6409） | ホチ20000形 （ホチ20000 - ホチ20024） （ホチ20025 - ホチ20099） （ホチ20100 - ホチ20138） | チラ85形（チラ85 - チラ89,チラ91） |

## 譲渡
1951年（昭和26年）10月25日に廃車となったチラ30形2両（チラ39,チラ52）が北海道拓殖鉄道に譲渡され、チラ401形（チラ401,チラ402）となった。